# Ngựa máu nóng Bỉ
Ngựa máu nóng Bỉ là một giống ngựa thuộc dòng ngựa máu nóng (Warmblood) được đăng ký với Belgisch Warmbloed Paard vzw (Sổ phả hệ ngựa máu nóng của Bỉ-WP) hoặc Studbook sBs. Những đặc điểm có tầm quan trọng lớn nhất trong mục đích sinh sản của giống ngựa máu nóng Bỉ là hiệu suất trong trình diễn nhảy và trình diễn thi đấu ngựa ăn vận, cũng như tính chính xác về cấu tạo chủ quan và sức khỏe mạnh mẽ. Các nhà lai tạo ngựa ở Hà Lan, Đức và Pháp đã sản xuất ngựa yên (ngựa để cưỡi) có dáng vẻ thanh lịch hàng trăm năm nay. Tuy nhiên, vì chính phủ Bỉ lo ngại về việc bảo vệ dòng máu thuần chủng của ngựa Brabant (giống ngựa kéo của Bỉ), cho đến những năm 1950, các nhà lai tạo ở Bỉ được phép lai tạo những con ngựa yên nhẹ hơn.
Các đàn giống nền tảng (giống nền) của ngựa máu nóng Bỉ bao gồm nhảy ngựa từ Pháp và Hà Lan, cũng như ngựa Hanoveria và ngựa Holsteiners từ Đức. Thông qua tuyển chọn trong các chương sách giáo khoa, các nhà lai tạo người Bỉ đã có thể trực tiếp nhân giống theo mục tiêu của mình. Chương trình ngựa đầu tiên cho ngựa cưỡi ở Bỉ diễn ra một cách bất hợp pháp vào năm 1953 nhưng sau đó BWP được thành lập vào năm 1955. Không có ngựa cưỡi bản xứ hoặc các loại ngựa kéo hạng năng, tất cả các nhà lai tạo người Bỉ phải nhập khẩu ngựa giống và ngựa đực. Trong suốt 50 năm, BWP đã tích luỹ được một cơ số ngựa trên 3.500 con ngựa nái và là nhân giống ra một số lượng đáng kể các con ngựa trình diễn thi nhảy đạt chất lượng quốc tế. Trong năm 2010, BWP được xếp hạng thứ 4 trong bảng xếp hạng Jumping của FEI/WBFSH International Show, chỉ dưới KWPN-ngựa máu nóng Hà Lan (Dutch Warmblood), ngựa Selle Francais và ngựa Holsteiner.